# Жемайчю блинай
Жемайчю блинай (лит. Žemaičių blynai; «блины жемайчю») или жемайчю (лит. Žemaičių) — традиционные для литовской кухни картофельная выпечка с мясной начинкой. Отличительная особенность — тесто готовится из картофеля в мундире.
Название блюда происходит от «Жемайтия» (лит.  Žemaitija) — названия одного из этнографических регионов Литвы и этнической группы жемайтов, издревле его населявших.
Основные ингредиенты:
- картофель
- мука
- яйца
- фарш
- чеснок
- лук

Традиционные способы подачи — со сметаной с топлёным маслом, со сметанно-грибным соусом, с заправкой из смеси сметаны со смальцем и шкварками.